# Graham Brady
Graham Stuart Brady (Salford, 20 maggio 1967) è un politico britannico appartenente al Partito Conservatore Britannico. Siede alla Camera dei Comuni, rappresentando il collegio elettorale di Altrincham and Sale West, dal 1997.

## Biografia
Ha frequentato la Durham University dove, a partire dal 1987, ha ricoperto il ruolo di presidente dell’associazione conservatrice di quel ateneo per poi essere eletto vice presidente della Berkshire East Conservative Association nel 1992. Il collegio elettorale nel quale è stato eletto è considerato fra i più sicuri per i candidati conservatori: da quando esiste, infatti, in quel collegio sono stati eletti esclusivamente rappresentanti di quel partito. È stato ministro ombra per le questioni europee: si è dimesso da questo ruolo nel 2007, per protesta contro l'atteggiamento dell'allora leader del partito David Cameron nei confronti delle Grammar School (un tipo di scuola superiore britannica). Il 26 maggio 2010 ha assunto il ruolo di presidente del 1922 Committee (il gruppo parlamentare del partito conservatore alla Camera dei Comuni). Nel referendum del 2016 si è schierato per la fuoriuscita delle Gran Bretagna dall'Unione Europea.